# Copa J. League 2025
La Copa J. League 2025, también conocida como «Copa YBC Levain J. League 2025» por motivos de patrocinio, es la 50.ª edición de la Copa de la Liga de Japón y la 33.ª edición bajo la organización de la J. League.
El formato y otros detalles se anunciaron el 25 de noviembre de 2024.
Al igual que la edición anterior participan los 20 equipos de la J1 League 2025 participaron, así como todos los equipos de la J2 League 2025 y J3 League. El torneo se dividió en tres fases con cada una teniendo un formato diferente: la primera ronda, la ronda de play-off y la ronda principal. Como en ediciones anteriores, tres equipos obtendrán un bye o una clasificación directa para la ronda principal, estos será los clasificados de la Liga de Campeones de Élite 2024-25 y Urawa Red Diamonds (Participante en el Mundial de Clubes 2025) esto debido a un conflicto de calendario ya que las dos competiciones se disputan en fechas similares.

## Formato de competición
El formato y otros detalles se anunciaron el 25 de noviembre de 2024.
Los 20 equipos de la J1 League 2024 participaron, así como todos los equipos de la J2 League 2024 y J3 League. El torneo se dividió en tres fases con cada una teniendo un formato diferente: la primera ronda, la ronda de play-off y la ronda principal. Como en ediciones anteriores, cuatro equipos obtuvieron un bye o una clasificación directa para la ronda principal, estos fueron los participantes de la Liga de Campeones Élite 2024-25 y Urawa Red Diamonds (Participante en la Copa Mundial de Clubes de la FIFA 2025) esto debido a un conflicto de calendario ya que las tres competiciones se jugaron en fechas similares.
Primera ronda
En esta ronda ingresaron 57 equipos que fueron divididos en 10 grupos por cercanía geográfica. Cada grupo participó en llaves de eliminación simple, dejando 10 clubes para avanzar a la ronda de play-off. El sorteo de la primera ronda se basó en las posiciones de la temporada 2023. Como norma general, el club de la liga inferior jugó su partido en casa. En el caso de clubes que estaban en la misma liga, el club con menor ranking de la temporada 2023 fue el equipo local. En caso de empate, los partidos fueron a prórroga y penales para determinar un ganador si era necesario.
Fase de play-off
Los 10 clubes que se clasificaron en la primera ronda se dividieron en cinco partidos de ida y vuelta y se enfrentaron entre sí en casa y fuera. Los cinco clubes restantes avanzaron a la fase principal.
Fase principal
- - Jugarán los cuatro equipos que recibieron un bye junto con los cinco ganadores de la ronda de play-off, dando un total de ocho clubes participantes.
  - Fase eliminatoria: En cuartos de final y semifinales se enfrentaron en serie de dos partidos, a ida y vuelta. En caso de igualdad en el total de goles, se realizó una prórroga, en donde no tuvo valor los goles fuera de casa. De continuar la igualdad en el marcador global, se realizó una tanda de penales.
  - La final se jugó a un solo partido. En caso de empate en los 90 minutos se hizo una prórroga; si aún persistía la igualdad, se ejecutó una tanda de penales.
    - Si la final se cancelaba y no se podía establecer una fecha alternativa, los dos equipos que hubieran avanzado a la final serían tratados como ganadores, pero si el motivo de la cancelación se debía a la culpa de un solo club, entonces el otro se hubiese consagrado campeón del certamen. Por otra parte, ambos conjuntos serían subcampeones si la razón se atribuía a impericias de ambos finalistas.

## Calendario
Todo el calendario del certamen fue anunciado el 25 de noviembre de 2024, a excepción de la final.
| Etapa             | Ronda             | Ida              | Vuelta           |
| ----------------- | ----------------- | ---------------- | ---------------- |
| Primera ronda     | Fase 1            | 20 y 26 de marzo | 20 y 26 de marzo |
| Primera ronda     | Fase 2            | 9 y 16 de abril  | 9 y 16 de abril  |
| Primera ronda     | Fase 3            | 21 de mayo       | 21 de mayo       |
| Ronda de play-off | Ronda de play-off | 4 de junio       | 8 de junio       |
| Fase eliminatoria | Cuartos de final  | 3 de septiembre  | 7 de septiembre  |
| Fase eliminatoria | Semifinales       | 8 de octubre     | 12 de octubre    |
| Fase eliminatoria | Final             | TBA              | TBA              |

## Primera ronda
| 20 de marzo de 2025           | Vanraure Hachinohe (3) | 2-2 (2-4 p)                                  | Albirex Niigata (1) | Hachinohe                     |  |
| 13:00 JST                     | Chikaishi 44'          | Reporte                                      | Komi 8'             | Estadio: Estadio de Hachinohe |  |
|                               |                        | Penaltis                                     |                     |                               |  |
| Nakano · Senoo · Sato · Yuike |                        | Takagi · Ota · Akiyama · Miyamoto · Horigome |                     |                               |  |

| 20 de marzo de 2025 | Tochigi City (3) | 0-1     | Kashima Antlers (1) | Tochigi                           |  |
| 14:00 JST           |                  | Reporte | Nono 68'            | Estadio: Tochigi Football Station |  |

| 20 de marzo de 2025 | Kamatamare Sanuki (3) | 1-5     | Cerezo Osaka (1)                                               | Marugame                |  |
| 14:00 JST           | Hatanaka 48' (A.G.)   | Reporte | Andrade 21' · Ratao 59' · Fernandes 74' · Bueno 77' · Uejo 84' | Estadio: Pikara Stadium |  |

| 20 de marzo de 2025 | Gifu (3) | 0-2 | Yokohama FC (1)           | Gifu                      |  |
| 14:00 JST           |          |     | Nakono 27' · Komazawa 37' | Estadio: Nagarawa Stadium |  |

| 20 de marzo de 2025 | Kochi United SC (3) | 1-2 | Gamba Osaka (1)        | Kochi                            |  |
| 14:00 JST           | Kobayashi 77'       |     | Usami 13' · Toyama 41' | Estadio: Haruno Athletic Stadium |  |

| 20 de marzo de 2025 | Nara Club (3) | 0-1 | FC Tokyo (1) | Nara                      |  |
| 14:00 JST           |               |     | Anzai 90+5'  | Estadio: Rohto Filed Nara |  |

| 20 de marzo | Tegevajaro Miyazaki (3) | 0-3 (t. s.) | Nagoya Grampus (1)             | Estadio de Miyazaki, Miyazaki |  |
| 14:00       |                         | Reporte     | Kikuchi 98' · Asano 112', 118' |                               |  |

| 20 de marzo de 2025 | FC Ryukyu (3) | 0-2     | Avispa Fukuoka (1)       | Naha, Okinawa               |  |
| 14:00 JST           |               | Reporte | Kitajima 59' · Konno 90' | Estadio: Estadio de Okinawa |  |

| 20 de marzo de 2025 | Azul Claro Numazu (3) | 0-1     | Kashiwa Reysol (1) | Numazu                    |  |
| 14:00 JST           |                       | Reporte | Nakayama 8'        | Estadio: Ashitaka Stadium |  |

| 20 de marzo de 2025                                         | Nagano Parceiro (3) | 0-0 (4-5 p)                                                       | Tokyo Verdy (1) | Nagano                                     |  |
| 14:00 JST                                                   |                     | Reporte                                                           |                 | Estadio: Minami Nagano Sports Park Stadium |  |
|                                                             |                     | Penaltis                                                          |                 |                                            |  |
| Ando · Hasegawa · Ito · Kondo · Yamanaka · Tomiga · Higuchi |                     | Shirai · Saito · Meshino · Onaga · Taniguchi · Matsuhashi · Inami |                 |                                            |  |

| 20 de marzo de 2025 | Gainare Tottori (3) | 0-2     | Kyoto Sanga (1)               | Tottori                    |  |
| 14:00 JST           |                     | Reporte | Nakano 18' · Rafael Elias 71' | Estadio: AXIS Bird Stadium |  |

| 20 de marzo de 2025 | Zweigen Kanazawa (3) | 0-1     | Shonan Bellmare (1) | Kanazawa                     |  |
| 14:00 JST           |                      | Reporte | Onose 75'           | Estadio: Estadio de Kanazawa |  |

| 26 de marzo de 2025 | SC Sagamihara (3) | 1-3     | Shimizu S Pulse (1)                          | Sagamihara                       |  |
| 14:00 JST           | Takeuchi 90+4'    | Reporte | Nakishio 30' (a.g.) · Kitazume 83' · Doi 85' | Estadio: Sagamihara Stadium GION |  |

| 26 de marzo | Fukushima United (3)                                          | 6-3 (t. s.) | Hokkaido Consadole Sapporo (2)       | Estadio de Toho, Fukushima |  |
| 19:00       | Ishii 26' · Mori 50' · Uehata 74', 95' · Jojo 91' · Toma 111' | Reporte     | Arano 8' · Izuma 21' · Nakashima 60' |                            |  |

| 26 de marzo | Matsumoto Yamaga (3) | 1-0 (t. s.) | Sagan Tosu (2) |  |  |
| 19:00       | Tanaka 94' (Pen.)    | Reporte     |                |  |  |

| 26 de marzo de 2025 | FC Osaka (3) | 1 - 2   | Jubilo Iwata (2) | Higashiosaka                    |  |
| 19:00 JST           |              | Reporte |                  | Estadio: Hanazono Rugby Stadium |  |

| 26 de marzo de 2025 | Ventforet Kofu (2) | 2-1     | Fujieda MYFC (2) | Kofu                             |  |
| 19:00 JST           |                    | Reporte |                  | Estadio: JIT Recycle Ink Stadium |  |

| 26 de marzo | Thespa Gunma (3) | 1-4 (t. s.) | V-Varen Nagasaki (2)                                  | Shoda Gunma Stadium, Gunma |  |
| 19:00       | Onoseki 43'      |             | Guilherme 84', 112' · Nose 97' (a.g.) · Masuyama 109' |                            |  |

| 26 de marzo de 2025                                                         | Red Bull Omiya Ardija (2)               | 3-3 (7-6 p)                                                                    | Iwaki FC (2)                    | Saitama                |  |
| 19:00 JST                                                                   | Sunday 40' · Urakami 89' · Tomiyama 99' | Reporte                                                                        | Ishiwatari 16', 58' · Kase 102' | Estadio: NACK5 Stadium |  |
|                                                                             |                                         | Penaltis                                                                       |                                 |                        |  |
| Abe · González · Tomiyama · Nakano · Urakami · Ishikawa · Fukui · Yasumitsu |                                         | Ishiwatari · Kofie · Shibata · Sakagishi · Yamada · Yamauchi · Sakamoto · Kato |                                 |                        |  |

| 26 de marzo de 2025 | Ehime FC (2) | 0-2     | Blaublitz Akita (2)           | Ehime                      |  |
| 19:00 JST           |              | Reporte | Suzuki 43' · Marcel 82' (A.G. | Estadio: Ningineer Stadium |  |

| 26 de marzo de 2025 | Mito Hollyhock (2) | 1-0     | Roasso Kumamoto (2) | Mito                        |  |
| 19:00 JST           | Ando 30'           | Reporte |                     | Estadio: Denki Stadium Mito |  |

| 26 de marzo de 2025 | Kataller Toyama (2)           | 4-2     | JEF United Chiba (2) | Toyama                     |  |
| 19:00 JST           | Sueki 5' · Usui 22', 52', 66' | Reporte |                      | Estadio: Estadio de Toyama |  |

| 26 de marzo de 2025 | Oita Trinita (2)      | 2-3     | Renofa Yamaguchi (2)            | Oita                  |  |
| 19:00 JST           | Kim 78' · Yashiki 80' | Reporte | Suenaga 30' · Furukawa 67', 69' | Estadio: Domo de Oita |  |

| 26 de marzo de 2025 | Kagoshima United (3) | 0-2     | Montedio Yamagata (2)            | Kagoshima                  |  |
| 19:00 JST           |                      | Reporte | Fujimoto 15' · Issaka 35' (Pen.) | Estadio: Estadio Shiranami |  |

| 26 de marzo de 2025 | Tochigi SC (3)                            | 0-0 (4-3 p) | Vegalta Sendai (2)                            | Tochigi                          |  |
| 19:00 JST           | Yano · Igarashi · Kobori · Kawana · Omori | Reporte     | Takada · Nishimaru · Nakada · Onaiwu · Matsui | Estadio: Kanseki Stadium Tochigi |  |

| 9 de abril de 2025                                                                 | Imabari (2)            | 2-1     | Tokushima Vortis (2) | Imabari                 |  |
| 19:00                                                                              | Hino 54' · Fujioka 64' | Reporte | Tsuboi 72'           | Estadio: ASICS Setoyama |  |
| Nota: Originalmente programado para el 26 de marzo, fue pospuesto por un incendio. |                        |         |                      |                         |  |

## Segunda ronda
| 9 de abril de 2025 | Ventforet Kofu (2) | 0 - 1 | Machida Zelvia (1) | Kofu                             |  |
| 19:00 JST          |                    |       | Sento 45+2'        | Estadio: JIT Recycle Ink Stadium |  |

| 16 de abril | Giravanz Kitakyushu (3) | 1 - 2 | Yokohama FC (1)                    | Mikuni World Stadium, Kitakyushu |  |
| 19:00 JST   | Watanabe 54' (Pen.)     |       | Komazawa 11' · Sakamoto 48' (A.G.) |                                  |  |

| 16 de abril | Mito HollyHock (2) | 0 - 1 (t. s.) | Gamba Osaka (1) | K's Denki Stadium, Mito |  |
| 19:00 JST   |                    |               | Alano 94'       |                         |  |

| 9 de abril | Jubilo Iwata (2)         | 2 - 1 | Shimizu S-Pulse (1) | Estadio Yamaha, Iwata |  |
| 19:00 JST  | Kawasaki 53' · Graça 80' |       | Ahmedov 1'          |                       |  |

| 9 de abril | Renofa Yamaguchi (2)                              | 1-1 (5-3 p.)               | Kashima Antlers (1)                | Ishin Met-Life Stadium, Yamaguchi |  |
| 19:00 JST  | Ozawa 64'                                         |                            | Morooka 81'                        |                                   |  |
|            |                                                   | Tiros desde el punto penal |                                    |                                   |  |
|            | - Furukawa - Yamamoto - Naruoka - Noyori - Tanabe |                            | - Ceara - Shibasaki - Ueda - Koike |                                   |  |

| 16 de abril | Fukushima United (3) | 2 - 3 (t. s.) | Kashiwa Reysol (1)                 | Toho Stadium, Fukushima |  |
| 19:00 JST   | Yajima 45', 45+2'    |               | Diego 5' · Toshima 19' · Watai 83' |                         |  |

| 16 de abril | Tokyo Verdy (1) | 1 - 2 (t. s.) | Blaublitz Akita (2)        | Estadio Ajinomoto, Tokio |  |
| 19:00 JST   | Ishida 33'      |               | Kimura 90+2' · Fukuda 118' |                          |  |

| 9 de abril | Matsumoto Yamaga (3) | 0 - 2 | Albirex Niigata (1)     | Estadio de Matsumoto, Matsumoto |  |
| 19:00 JST  |                      |       | Kasai 19' · Okumura 63' |                                 |  |

| 16 De Abril | Red Bull Omiya Ardija (2) | 1 - 3 (t. s.) | FC Tokyo (1)                  | Nack5 Stadium, Saitama |  |
| 19:00 JST   | Sugimoto 82'              |               | Marcelo Ryan 56', 98', 105+1' |                        |  |

| 9 de abril | V-Varen Nagasaki (2) | 1 - 2 (t. s.) | Shonan Bellmare (1)             | Estadio de la Paz de Nagasaki, Nagasaki |  |
| 19:00 JST  | Nanamure 64'         |               | Luiz Phellype 34' · Suzuki 103' |                                         |  |

| 16 de abril | Imabari (2)                                  | 3 - 4 | Cerezo Osaka (1)                                                | ASICS Satoyama Stadium, Imabari |  |
|             | Takeuchi 31' · Fujioka 34' (Pen.) · Hino 48' |       | Vitor Bueno 12' · Wonggorn 15' · Kagawa 80' (Pen.) · Okuda 118' |                                 |  |

| 9 de abril | Montedio Yamagata (2) | 0 - 1 | Kyoto Sanga (1) | Estadio de Yamagata, Yamagata |  |
|            |                       |       | Nagata 45+1'    |                               |  |

| 16 de abril | Kataller Toyama (2)                                           | 1 - 1 (6 - 5 p.)           | Nagoya Grampus (1)                                               | Estadio de Toyama, Toyama |  |
|             | Take 99'                                                      |                            | Matheus Castro 101'                                              |                           |  |
|             |                                                               | Tiros desde el punto penal |                                                                  |                           |  |
|             | Take · Fuseya · Sueki · Ura · Kameda · Tagawa · Arata Yoshida |                            | Yamanaka · Matheus Castro · Izumi · Miya · Kikuchi · Hara · Sato |                           |  |

| 16 de abril | Tochigi SC (3) | 1 - 2 | Avispa Fukuoka (1)  | Estadio Kanseki Tochigi, Utsunomiya |  |
|             | Yagi 71'       |       | Sato 4' · Konno 81' |                                     |  |

## Tercera ronda
| 21 de mayo | Yokohama FC (1)         | 1 - 1 (t. s.)(3 - 1 p.)    | Machida Zelvia (1)               | Estadio Mitsuzawa, Yokohama |  |
| 18:30      | Ogawa 83'               |                            | Duke 12'                         |                             |  |
|            |                         | Tiros desde el punto penal |                                  |                             |  |
|            | Ogawa · Fukumori · Mori |                            | Sato · Shoji · Vasquez · Okamura |                             |  |

| 21 de mayo | Kyoto Sanga (1)               | 1 - 4 | Cerezo Osaka (1)                            | Sagan Stadium by Kyocera, Kameoka |  |
| 19:00      | Sousa 10' · Marco Tulio 90+4' |       | Funaki 48' · Thiago Andrade 73' · Ratao 81' |                                   |  |

| 21 de mayo | Jubilo Iwata (2)          | 2 - 1 (t. s.) | Gamba Osaka (1) | Yamaha Stadium, Iwata |  |
| 19:00      | Sato 80' · Yoshimura 110' |               | Hummet 43'      |                       |  |

| 21 de mayo | Shonan Bellmare (1) | 1 - 0 | FC Tokyo (1) | Estadio Lemon Gas Hiratsuka, Hiratsuka |  |
| 19:00      | Hiraoka 82'         |       |              |                                        |  |

| 21 de mayo | Albirex Niigata (1) | 0 - 2 | Tokyo Verdy (1)          | Estadio del Gran Cisne de Niigata, Niigata |  |
| 19:00      |                     |       | Kimura 7' · Kawasaki 32' |                                            |  |

| 21 de mayo | Renofa Yamaguchi (2) | 0 - 2 | Kashiwa Reysol (1)        | Ishin Me-Life Stadium, Yamaguchi |  |
| 19:00      |                      |       | Nakagawa 69' · Nakama 80' |                                  |  |

| 21 de mayo | Kataller Toyama (2) | 1 - 2 | Albirex Niigata (1)          | Estadio de Toyama, Toyama |  |
| 19:00      | Takahashi 66'       |       | Maeda 11' (Pen.) · Akino 40' |                           |  |

## Ronda de Play-Off
| Ida; 4 de junio | Avispa Fukuoka (1) | 1 - 0 | Sanfrecce Hiroshima (1) | Estadio Best Denki, Fukuoka |  |
| 19:00           | Wellington 55'     |       |                         |                             |  |

| Vuelta; 8 de junio | Sanfrecce Hiroshima (1)                              | 2 - 1 (4 - 3 p.)(Global 2 - 2) | Avispa Fukuoka (1)                                 | Estadio Ala de la Paz de Hiroshima, Hiroshima |  |
| 15:00              | Nakano 31' · Nago 64' (a.g.) · Kato 89'              |                                | Wellington 72' · Shigemi 106'                      |                                               |  |
|                    |                                                      | Tiros desde el punto penal     |                                                    |                                               |  |
|                    | Germain · Higashi · Marcos Junior · Germain · Nakano |                                | Kitajima · Kanamori · Ando · Kamijima · Wellington |                                               |  |

| Ida; 4 de junio | Cerezo Osaka (1)                                               | 4 - 1 | Yokohama FC (1) | Estadio de Nagai, Osaka |  |
| 19:00           | Kagawa · Vitor Bueno 68' · Rafael Ratao 90+1' · Nakajima 90+8' |       | Ogura 90+6'     |                         |  |

| Vuelta; 8 de junio | Yokohama FC (1)                                           | 4 - 0 (Global 5 - 4) | Cerezo Osaka (1) | Estadio Mitsuzawa], Yokohama |  |
| 18:00              | Mori 45+2' · Yuri Lara 84' · Suzuki 89' · Sakuragawa 104' |                      | Fukui 42'        |                              |  |

| Ida; 4 de junio | Tokyo Verdy (1) | 0 - 3 | Kashiwa Reysol (1)                     | Estadio Ajinomoto, Tokio |  |
| 19:00           | Tsunashima 85'  |       | Nakagawa 23' · Kubo 62' · Kakita 90+4' |                          |  |

| Vuelta; 8 de junio | Kashiwa Reysol (1)     | 2 - 1 (Global 5 - 1) | Tokyo Verdy (1) | Estadio Hitachi Kashiwa, Kashiwa |  |
| 19:00              | Watai 50' · Kakita 71' |                      | Someno 43'      |                                  |  |

| Ida; 4 de junio | Shonan Bellmare (1)           | 2 - 0 | Jubilo Iwata (2) | Estadio de Hiratsuka, Hiratsuka |  |
| 19:00           | Nemoto 18' (Pen.) · Okuno 31' |       | Ueebitsu 50'     |                                 |  |

| Vuelta; 4 de junio | Jubilo Iwata (2) | 1 - 0 (Global 1 - 2) | Shonan Bellmare (1) | Estadio Yamaha, Iwata |  |
| 14:00              | Uehara 78'       |                      |                     |                       |  |